# Extended boot record

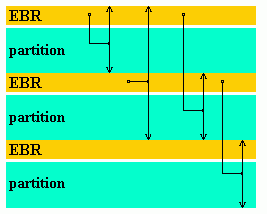
Descrição dos valores na 2ª entrada do EBR

Extended boot record (EBR) ou extended partition boot record (EPBR), em português registro de inicialização estendido e registro de inicialização de partição estendida', é um descritor para uma partição lógica no sistema de particionamento de unidade de disco DOS comum. Nesse sistema, quando uma (e apenas uma) entrada de registro de partição no registro mestre de inicialização (MBR) é designada como partição estendida, essa partição pode ser subdividida em várias partições lógicas. A estrutura real dessa partição estendida é descrita por um ou mais EBRs, que estão localizados dentro da partição estendida. O primeiro (e às vezes o único) EBR sempre estará localizado no primeiro setor da partição estendida.
Ao contrário das partições primárias, que são todas descritas por uma única tabela de partição dentro do MBR e, portanto, limitadas em número, cada EBR precede a partição lógica que descreve. Se houver outra partição lógica, o primeiro EBR conterá uma entrada apontando para o próximo EBR. Portanto, vários EBRs formam uma lista ligada. Isso significa que o número de unidades lógicas que podem ser formadas em uma partição estendida é limitado apenas pela quantidade de espaço em disco disponível na partição estendida fornecida.
Enquanto nas versões do Windows até o XP, as partições lógicas dentro da partição estendida foram alinhadas seguindo convenções chamadas "geometria da unidade" ou "CHS", desde o Windows Vista elas estão alinhadas a um limite de 1 MiB. Devido a esta diferença de alinhamento, o Logical Disk Manager do XP (Gerenciamento de Disco) pode excluir essas partições estendidas sem aviso prévio.